# Paz de Viena (1864)

Mapa de los cambios territoriales debidos a la Paz de Viena.

La Paz de Viena fue un tratado de paz firmado el 30 de octubre de 1864  en la ciudad austriaca de Viena entre el Reino de Dinamarca por un lado y el Reino de Prusia y el Imperio austriaco por otro, que puso fin a la Guerra de los Ducados o Segunda Guerra de Schleswig.

## Antecedentes
La crisis de los Ducados fue parcialmente solucionada con el Tratado de Londres (1852) mediante un reconocimiento de la unión personal de los ducados a Dinamarca, pero nunca una anexión formal. Con la muerte de Federico VII,  los ducados se negaron a aceptar al nuevo rey Cristián IX alegando que la ley sálica seguía vigente en los ducados, Cristián IX negó tal hecho afirmando que la ley que regia en el reino debía servir también para los ducados.
Los círculos nacionalistas alemanes alentaron el enfrentamiento ante lo que parecía un intento de Dinamarca de anexionarse Schleswig y Prusia declaró roto el Protocolo de Londres por la actitud del rey danés. Bismarck consiguió el apoyo de Austria, que quería evitar perder peso frente a Prusia en la Confederación Alemana.
Las dos naciones conjuntamente vencieron a Dinamarca, que solicitó un armisticio a finales de julio, iniciando las conversaciones preliminares de paz en agosto plasmadas en la Paz de Viena.

## Firmantes
Las naciones firmantes de la paz fueron:
- Imperio austríaco, representado por el Barón Adolph Brenner y por el Conde Rechberg.
- Reino de Prusia, representado por el Barón Karl von Werther y por Armand de Balan.

- Reino de Dinamarca, representado por George Joachim Quaade y por H. A. T. Kauffmann.

## Efectos
El tratado acordó la adquisición en condominio de los ducados de Schleswig-Holstein por los vencedores y la compensación económica por la adquisición de Lauenberg. Federico VIII de Schleswig-Holstein, que se había opuesto a Cristián IX con la intención de gobernar los ducados, no pudo evitar la adquisición por parte de Prusia de su territorio. Pese a todo, este tratado sirvió solo para poner fin a la guerra por lo que hizo falta un nuevo acuerdo entre las potencias vencedoras para aclarar el reparto de los ducados, éste se cerró en la Convención de Gastein en 1865 y que significó una fuente de conflicto entre Prusia y Austria para el futuro.